# Em família
Em família è una telenovela brasiliana prodotta da TV Globo e trasmessa a partire dal 3 febbraio 2014. La telenovela è scritta da Manoel Carlos e diretta da Jayme Monjardim e Leonardo Nogueira.
Gli attori principali sono: Júlia Lemmertz, Gabriel Braga Nunes, Humberto Martins, Bruna Marquezine, Giovanna Antonelli, Reynaldo Gianecchini, Vivianne Pasmanter, Natália do Vale, Tainá Müller, Vanessa Gerbelli, Ana Beatriz Nogueira, Paulo José, Thiago Mendonça, Leonardo Medeiros e Betty Gofman.

## Trama
Due sorelle, Chica e Selma, sono sposate con due fratelli, Ramiro e Itamar. Da Chica e Ramiro nascono Clara, Felipe e Helena, e da Selma ed Itamar nasce Laerte, un giovane flautista con tanto talento che è il cugino e anche il fidanzato geloso di Helena. 
Tra Helena e Laerte sembra andare tutto meravigliosamente, ma la troppa gelosia di lui rovina il rapporto. Laerte è geloso a causa di Virgilio, un suo amico che è innamorato di Helena ma che preferisce nascondere il suo innamoramento per amicizia. Quando i sogni di Helena e Laerte sembrano realizzarsi, una tragedia rovina la vita dei due e li fa separare. Dopo molti anni Helena sposa Virgilio, mentre Laerte si trasferisce all'estero dove diventa un affermato flautista.

## Cast
| Attore/Attrice             | Personaggio                         | Fase        |
| -------------------------- | ----------------------------------- | ----------- |
| Julia Dalavia              | Helena Proença Fernandes            | 1ª          |
| Bruna Marquezine           | Helena Proença Fernandes            | 2ª          |
| Júlia Lemmertz             | Helena Proença Fernandes            | 3ª          |
| Eike Duarte                | Laerte Proença Fernandes            | 1ª          |
| Guilherme Leicam           | Laerte Proença Fernandes            | 2ª          |
| Gabriel Braga Nunes        | Laerte Proença Fernandes            | 3ª          |
| Arthur Aguiar              | Virgílio Machado                    | 1ª          |
| Nando Rodrigues            | Virgílio Machado                    | 2ª          |
| Humberto Martins           | Virgílio Machado                    | 3ª          |
| Giovanna Rispoli           | Shirley Soares                      | 1ª          |
| Alice Wegmann              | Shirley Soares                      | 2ª          |
| Vivianne Pasmanter         | Shirley Soares                      | 3ª          |
| Bruna Marquezine           | Luiza Fernandes Machado             | 3ª          |
| Juliana Araripe            | Francisca Proença Fernandes (Chica) | 1ª e 2ª     |
| Natália do Vale            | Francisca Proença Fernandes (Chica) | 3ª          |
| Luana Marquezine           | Clara Proença Fernandes             | 1ª          |
| Karize Brum                | Clara Proença Fernandes             | 2ª          |
| Giovanna Antonelli         | Clara Proença Fernandes             | 3ª          |
| Gabriela Carneiro da Cunha | Juliana Proença                     | 1ª e 2ª     |
| Vanessa Gerbelli           | Juliana Proença                     | 3ª          |
| Camila Raffanti            | Selma Proença Fernandes             | 1ª e 2ª     |
| Ana Beatriz Nogueira       | Selma Proença Fernandes             | 3ª          |
| Reynaldo Gianecchini       | Carlos Eduardo (Cadu)               | 3ª          |
| Helena Ranaldi             | Verônica                            | 3ª          |
| Beto Nasci                 | Ricardo                             | 2ª          |
| Herson Capri               | Ricardo                             | 3ª          |
| Bianca Rinaldi             | Sílvia                              | 3ª          |
| Paulo José                 | Benjamin Machado                    | 3ª          |
| Ângela Vieira              | Branca                              | 3ª          |
| Bruno Gissoni              | André Machado                       |             |
| Oscar Magrini              | Ramiro Fernandes                    | 1ª, 2ª e 3ª |
| Vinni Mazzola              | Felipe Fernandes                    | 1ª          |
| Guilherme Prates           | Felipe Fernandes                    | 2ª          |
| Thiago Mendonça            | Felipe Fernandes                    | 3ª          |
| Antonio Sabóia             | Fernando                            | 1ª e 2ª     |
| Leonardo Medeiros          | Fernando                            | 3ª          |
| Tainá Müller               | Marina                              | 3ª          |
| Miguel Thiré               | Gabriel                             | 3ª          |
| Betty Gofman               | Miss Lauren                         |             |
| Maria Eduarda              | Vanessa                             | 3ª          |
| Nelson Baskerville         | Itamar Fernandes                    | 1ª, 2ª e 3ª |
| Poliana Aleixo             | Bárbara Soares Fernandes            |             |
| Ronny Kriwat               | Leto Soares Fernandes               |             |
| Manu Gavassi               | Paulinha                            |             |
| Cláudia Assunção           | Mafalda Soares                      |             |
| Monique Curi               | Telma                               |             |
| Rafael Tombini             | Leandro                             |             |
| Carla Cristina             | Neidinha Machado                    |             |
| Érica Januza               | Alice Machado                       |             |
| Sacha Bali                 | Murilo                              |             |
| Marcello Melo Jr           | Jairo Machado                       |             |
| Antônio Petrin             | Viriato Soares                      |             |
| Roberta Almeida            | Sandra                              |             |
| Camilla Camargo            | Ana                                 | 2ª          |
| Cláudia Mauro              | Ana                                 | 3ª          |
| Lica Oliveira              | Dulce                               |             |
| Ágatha Moreira             | Gisele                              |             |
| Wilson Rabelo              | Batista                             |             |
| Carol Macedo               | Gorete                              |             |
| Jéssika Alves              | Guiomar                             |             |
| Maria Pompeu               | Amélia                              |             |
| Tânia Toko                 | Rosa                                |             |
| Ju Colombo                 | Ceiça                               |             |
| Vitor Figueiredo           | Ivan                                |             |
| Luiza Moraes               | Flavinha                            |             |
| Nicole Evangeline          | Laís                                |             |
| Cyria Coentro              | Maria                               |             |
| Rafael Zulu                | Luís                                |             |
| Henrique Schafer           | Viriato Soares                      |             |